# Senta brunnea
Senta brunnea är en fjärilsart som beskrevs av Barend J. Lempke 1964. Senta brunnea ingår i släktet Senta och familjen nattflyn. Inga underarter finns listade i Catalogue of Life.